# Melo-M

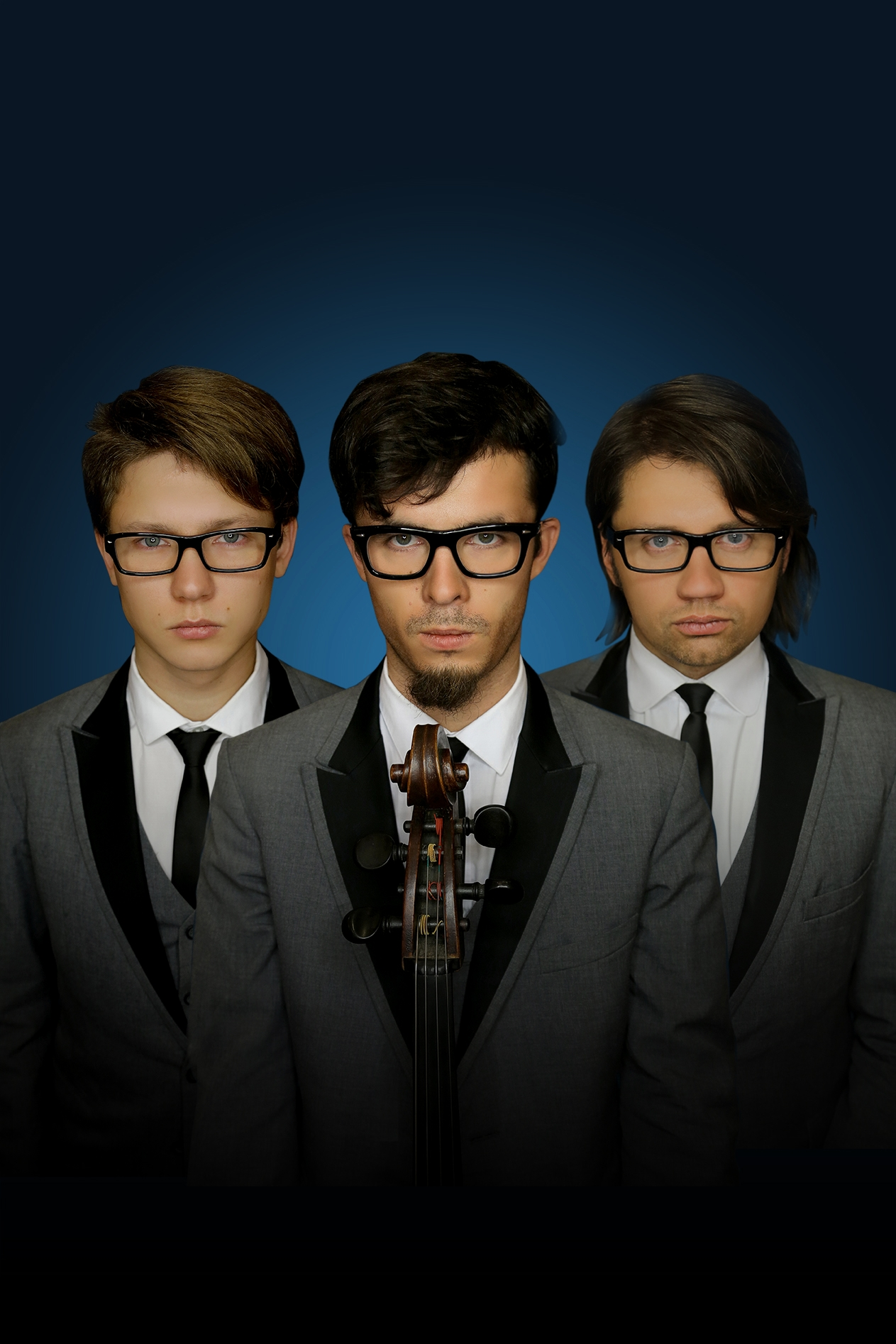
Cello Trio Melo-M 2013

Melo-M es una banda moderna de cellos fundada en 2005 en Letonia. El nombre de la banda lleva el amor o incluso la obsesión con la música, porque Melo-M es la abreviación de la palabra latina melomanía. La banda posee un estilo classical-crossover, usando únicamente cellos y batería en composiciones de los géneros rock y pop. En este género musical se desarrollan principalmente músicos con educación académica, combinando las bases académicas o el sonido de algún instrumento con elementos del pop, rock o inclusive música popular. 
Los violoncelistas del grupo (Kārlis Auzāns, Miķelis Dobičins y Jānis Pauls) son músicos educados profesionalmente y que aun continúan sus estudios con reconocidos maestros del chelo. Estos músicos están unidos con la idea de las ilimitadas oportunidades del instrumento clásico o de la música académica en la música contemporánea.
Sólo hay unas cuantas bandas de cellos en el mundo y Melo-M es la única en Europa Oriental. En sus conciertos la banda demuestra ampliamente la variedad de sonidos que se pueden obtener con un chelo cuando diferentes composiciones de disco, rock, heavy metal y música pop son interpretadas en este instrumento. Cuando estos muy diferentes estilos musicales son interpretados por el trío de cellos obtienen nuevos colores jamás escuchados y ricas texturas que se complementen magníficamente con una presentación llamativa y el incomparable encanto de los propios violoncelistas.

También ha asistido a clases con los violoncelistas más reconocidos del mundo: M. Rostropovich, N. Shahovskaya y D. I. Sokolova.